# Centrale idroelettrica di San Giacomo
La centrale di San Giacomo è una centrale idroelettrica situata lungo la Strada statale 80 del Gran Sasso d'Italia nel comune di Fano Adriano in Provincia di Teramo.

## Caratteristiche
La centrale fa parte del sistema di centrali idroelettriche costruite lungo la Valle del Vomano, trovandosi a valle di quella di Provvidenza ed a monte di quella di Montorio.
Si tratta di una centrale in caverna costruita nel 1947 ed ampliata nel 1998 che riceve le proprie acque dal Lago di Provvidenza con una galleria di adduzione di 28,294 km ed una condotta forzata di 583/562 m. Le acque vengono poi restituite al Lago di Piaganini con una galleria di 1,85 km.
È equipaggiata con 3 gruppi turbina Pelton/alternatore ad asse orizzontale più uno ad asse verticale, oltre ad un gruppo Francis ad asse verticale e 2 gruppi di piccolissime dimensioni rispetto agli altri per alimentare i servizi di centrale.
Ciascun gruppo turbina Pelton/alternatore è costituito da una coppia di giranti, una per lato dell'alternatore, con un getto per ruota. Le giranti sono in acciaio al carbonio, del diametro di 3785 mm.
La turbina Francis multistadio del gruppo 7 è reversibile per permettere il pompaggio dell'acqua dal bacino di modulazione di Piaganini verso il Lago di Provvidenza con una portata di 7,73 m³/s, al fine di programmare il deflusso dell'acqua per coprire i periodi di maggior consumo di energia elettrica.

## Galleria d'immagini

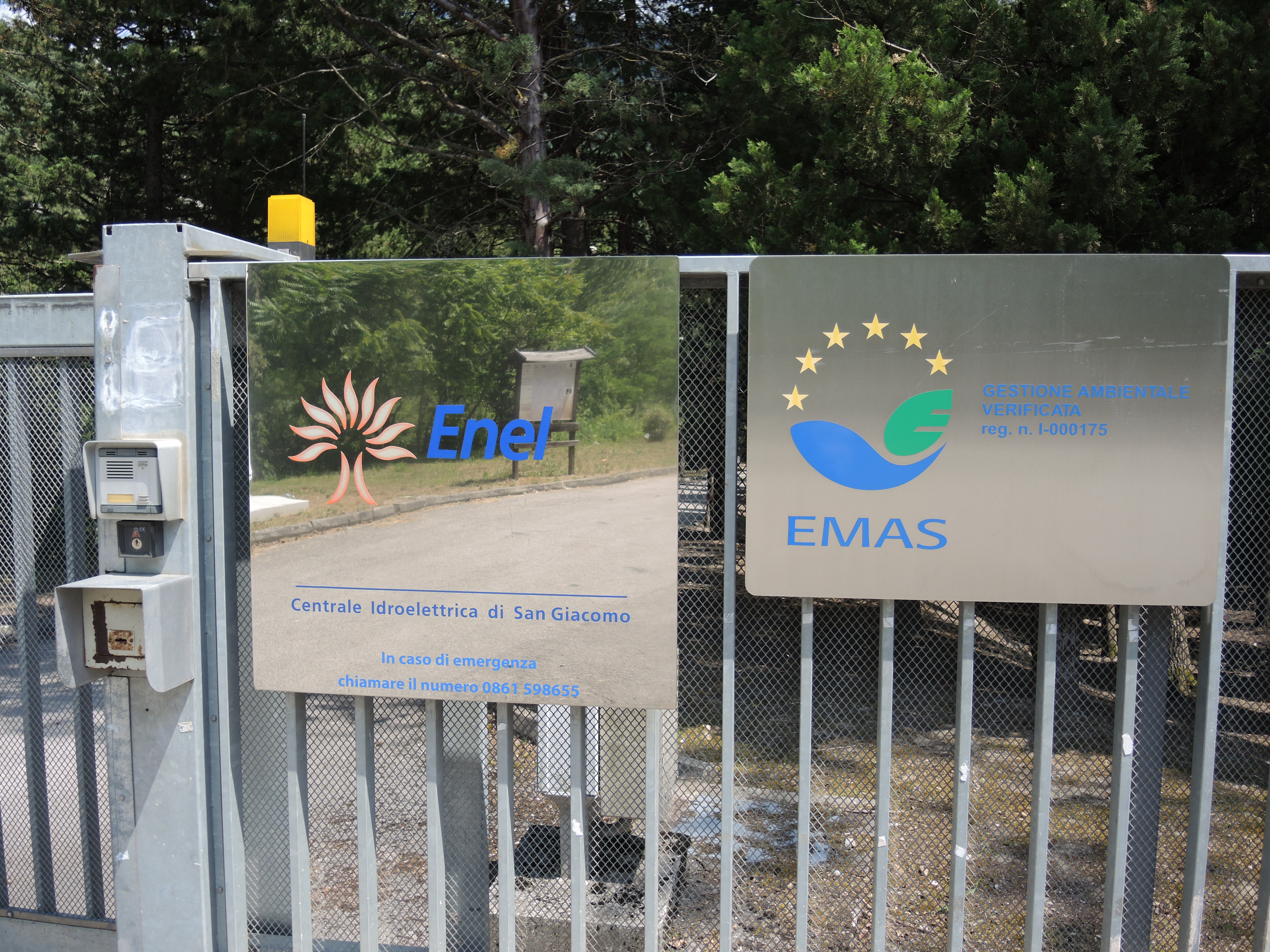
Ingresso
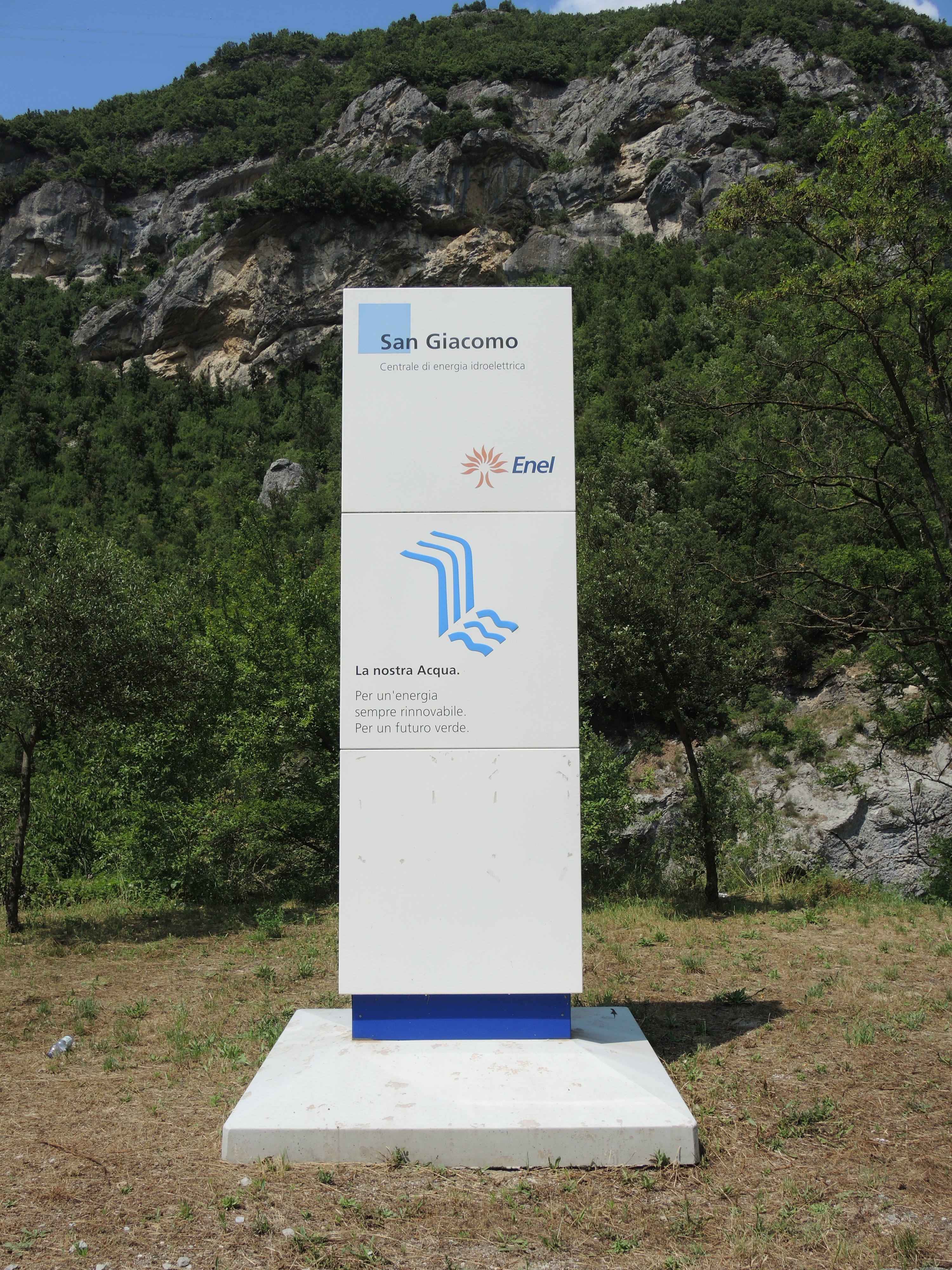
Pannello informazioni